# Раздельное питание
Раздельное питание — псевдонаучная диетологическая концепция, основанная на идее совместимости и несовместимости пищевых продуктов. Специалисты по диетологии и физиологии отрицают наличие научного обоснования этой системы питания.
Система раздельного питания получила известность благодаря американскому натуропату Герберту Шелтону (англ. Herbert M. Shelton) и — в меньшей степени — врачу-хирургу Уильяму Говарду Хею (англ. William Howard Hay). Большую роль в распространении и популяризации системы Шелтона сыграли звёзды Голливуда, многие из которых также были его пациентами.

## Основные положения
В 1928 г. Г. Шелтон издал книгу «Правильное сочетание пищевых продуктов», в которой предложил ряд единых для всех людей рекомендаций. Основной постулат системы раздельного питания Шелтона состоит в том, что условия, необходимые для переваривания различных видов продуктов, кардинально различаются. Идеологи раздельного питания заявляли, что при поступлении пищи одного вида ферменты, расщепляющие её, работают наиболее эффективно, что облегчает процесс пищеварения и дальнейшего метаболизма питательных веществ. Утверждается, что при употреблении традиционной смешанной пищи активность пищеварительных ферментов якобы тормозится и процессы переваривания нарушаются, что вызывает брожение или гниение пищи, интоксикацию организма, повышенное газообразование, обменные нарушения. Таким образом, по гипотезе Шелтона, при правильном питании следует избегать определённых комбинаций продуктов, в частности нельзя комбинировать:
- углеводную пищу с кислой пищей;
- пищу, богатую белком, с пищей, богатой углеводами;
- два концентрированных белковых продукта;
- жиры с белками;
- кислые фрукты с белками;
- крахмал с сахаром;
- разные крахмалы;
- дыни и арбузы с другой пищей;
- молоко с другой пищей[1].

Крайним проявлением идеи раздельного питания является монотрофное сыроедение.

## Критика

### Квалификация авторов концепции
Герберт Шелтон не имел медицинского образования. Он окончил колледж физкультотерапии Бернара Макфаддена (Bernarr Macfadden's College of Physcultopathy), школу натуропатии и школу хиропрактики; обучался в санаториях, практикующих голодание. Шелтон неоднократно арестовывался и выплачивал штрафы за занятия медициной и чтение медицинских лекций без лицензии.
Некоторые из пациентов, следовавшие его диетологическим советам, умерли. Так, в 1963 году Г. Шелтон предписал семилетней Р. Суллинс строжайшую диету из воды и соков. Её отец, Д. Суллинс, член ассоциации American Natural Hygiene Association, возглавляемой Шелтоном, строго следовал его указаниям и постоянно сообщал Шелтону о состоянии дочери. После 41 дня болезни девочка скончалась из-за истощения и пневмонии. В 1981 году У. Карлтон в течение 30 дней находился в «Школе здоровья Шелтона» (Shelton’s Health School) на диете из дистиллированной воды, потерял 23 кг веса и скончался из-за пневмонии, вызванной ослаблением организма. Это была шестая смерть пациента в этой школе за последние 5 лет до её закрытия в 1981 году.
Врач-хирург Уильям Говард Хей помимо пропаганды своей «диеты Хея» известен тем, что активно выступал против вакцинации от натуральной оспы, а также рекомендовал пациентам с диабетом 1-го типа прекратить инсулинотерапию, за что подвергся резкой критике в Журнале Американской медицинской ассоциации.

### Мнения специалистов
Ещё в 1935 году Стюарт Бакстер (англ. Stewart Baxter) показал, что поджелудочная железа выделяет пищеварительные ферменты одновременно, независимо от того,  является ли съеденная пища углеводами или белками.
Врач-диетолог высшей категории Клиники института питания РАМН Елена Чедия указывает, что специалисты-диетологи относятся к раздельному питанию крайне скептически. Она пишет, что попытка объяснить рациональность раздельного питания процессами брожения и гниения, происходящими при совмещении разных типов продуктов, далека от реальности. При нормальной работе желудочно-кишечного тракта и отсутствии ферментной недостаточности никакое «загнивание» невозможно. Если же имеется какое-то заболевание, его надо лечить либо специальными диетами, либо медикаментами, а желудок человека сформирован так, чтобы переваривать смешанную пищу, а не отдельные её виды по очереди.
Развёрнутую критику системы раздельного питания дала д. м. н., профессор НИИ питания РАМН, ведущий специалист РФ по физиологии питания и пищеварения Л. С. Василевская. Василевская отмечает, что гипотезы, лежащие в основе системы раздельного питания, не согласуются с данными, полученными за многие годы медицинской наукой (исследования И. П. Разенкова (1948), А. Д. Синещекова (1970), Г. К. Шлыгина (1989, 1997), H. N. Munro (1970) и других физиологов). В пищеварительную систему постоянно секретируются эндогенные белки организма, которые помимо ферментативной функции выполняют роль поставщиков аминокислот. Благодаря этому процессу происходит выравнивание аминокислотного состава химуса. Следовательно, при раздельном питании организму приходится постоянно вырабатывать дополнительные секреты для исправления состава химуса, чтобы обеспечить нормальное всасывание нутриентов из кишечника, что является дополнительной нагрузкой на желудочно-кишечный тракт и весь организм. По словам Л. С. Василевской, предположение о том, что различные ферменты тормозят друг друга, не способствуя лучшему перевариванию, опровергается данными исследований.
Также Л. С. Василевская отмечает, что в концепции Г. Шелтона не учитываются выработанные столетиями привычки людей употреблять продукты смешанного состава. На протяжении жизни многих поколений наблюдается выработка ферментной адаптации на привычную пищу, что ведёт к быстрому и оптимальному гомеостазированию функций в организме.
Немецкий диетолог Карина Похес так характеризует систему Хея-Шелтона: «В научном плане это полный бред, так как организм в состоянии перерабатывать одновременно и белки, и углеводы».
Д. м. н., руководитель отдела болезней обмена веществ НИИ питания РАМН Ю. П. Попова считает: «Учение о раздельном питании не имеет научного обоснования».
Американский диетолог-нутрициолог T. Фроймин причисляет все виды раздельного питания к устойчивым мифам о здоровье. Она указывает, что фактически в теории раздельного питания нет ни одного верного утверждения. Комбинирование пищевых продуктов само по себе не влияет на уровень кислотности в желудочно-кишечном тракте, а способность переваривать и усваивать белок вообще не зависит от того, какие продукты перевариваются одновременно.
К. б. н. физиолог Р. С. Минвалеев утверждает, что никакого серьёзного теоретического обоснования концепции раздельного питания просто не существует, а Герберта Шелтона называет «безграмотным в элементарных вопросах гастроэнтерологии». По его словам, Шелтон имел весьма приблизительное представление о существовании между желудком и тонким кишечником двенадцатиперстной кишки, именно в которой перевариваются одновременно белки (ферментом поджелудочной железы трипсином и прочими протеиназами), жиры (липазами при участии печеночной и пузырной желчи) и углеводы (различными амилазами), то есть, никакого «раздельного» пищеварения, по крайней мере в двенадцатиперстной кишке, просто не существует. 

Также Минвалеев замечает, что гормон удовольствия серотонин вырабатывается при смешанном питании, но не при раздельном. Таким образом, раздельное питание приводит к затяжным немотивированным депрессиям, и в таком случае возврат к смешанному питанию может заменить антидепрессанты.
Теория раздельного употребления «углеводов» и «белков» считается необоснованной ещё и потому, что она игнорирует тот факт, что все продукты, богатые углеводами, содержат значительное количество белка.
Специалисты указывают, что только комбинация разных продуктов лучше всего обеспечивает организму доставку с пищей необходимых ему пищевых веществ; при большом разнообразии веществ организму легче «выбирать» необходимые. Процессы усвоения и обмена микрокомпонентов часто резко активизируются в присутствии других пищевых веществ. Наиболее благоприятным с точки зрения «работы» всех ферментов панкреатического сока является приём максимально разнообразной пищи, содержащей оптимальные соотношения белков, жиров и углеводов, при котором в организм одновременно поступают и аминокислоты, и жирные кислоты, и моносахариды, то есть строительный материал и носители энергии. Поступление в кровь только «строительного материала» без энергии и, наоборот, энергии без «строительного материала», несомненно, создаёт трудности для организма.

## Исследования
Диета по принципам раздельного питания (англ. food-combining diet) подвергалась рандомизированным клиническим испытаниям. В течение 6 недель одна группа пациентов с избыточной массой тела питалась раздельно, другая получала обычную сбалансированную диету. По содержанию основных категорий продуктов рационы были практически идентичны, калорийность обеих диет также была одинаковая. По окончании эксперимента снижение веса в обеих группах было равнозначно, также не было отмечено различий в концентрациях глюкозы, холестерина и инсулина в крови. Объем талии и бедер у пациентов в обеих группах уменьшился тоже примерно одинаково. В результате ученые предположили, что дополнительное разделение продуктов при употреблении не имеет значения для избавления от лишнего веса. Похудеть пациентам удалось лишь благодаря снижению калорийности рациона.